# Ільський нафтопереробний завод
Ільський НПЗ імені А. А. Шамара (ТОВ «КНГК-ІНПЗ») — нафтопереробне підприємство, розташоване в Краснодарському краї, що входить до числа провідних нафтопереробних компаній Південного Федерального округу. КНГК-ІНПЗ займається прийманням, зберіганням та переробкою вуглеводневої сировини, а також відвантаженням готової продукції автомобільним та залізничним транспортом.

## Розташування
Ільський НПЗ імені А. А. Шамара розташований в селищі міського типу Ільський Сєвєрського району Краснодарського краю, за 50 км від Краснодара. Площа виробничої ділянки заводу становить 72 гектари. Експорт нафтопродуктів морським транспортом здійснюється через портові термінали портів Чорноморського та Азовського узбережжя (Новоросійськ, Туапсе, Тамань). Забезпечення сировиною здійснюється шляхом системи нафтопроводів АК «Транснефть» та залізничним транспортом завдяки функціонуючим перевалочним нафтобазам «Грушовая» та «Тихорецька» ПАТ «Чорномортранснефть».

## Історія
Нафтопереробне виробництво, що діяло раніше на території сучасного КНГК-ІНПЗ, було засновано Азово-Чорноморським Федеральним управлінням з будівництва доріг у 1980 році. Воно складалося з гудронно-бітумної установки, включаючи прирейкові резервуари для гудрону з помповою, блок підготовки гудрону, піч нагрівання гудрону та витопки газів окислення та блок окислення. Підприємство спрямовувалося на виробництво дорожнього та будівельного бітуму з сировини, яка постачалась з Грозного та Уфи. Продуктивність установки з виробництва бітуму становила 100—130 тонн на добу, що дозволяло забезпечувати підприємства по будівництву доріг від Сочі до Кореновська. Пізніше була розроблена технологія виготовлення покрівельного бітуму.
У 2001 році було прийняте рішення про перепрофілювання підприємства на середній нафтопереробний завод та будівництво установки з переробки важкої нафти з отриманням мазуту, а потім бітуму. У 2002 році бітумна установка була реконструйована в установку атмосферної перегонки нафти АТ-1 потужністю 35 тис. тонн на рік.
Протягом кількох наступних років було побудовано та введено в експлуатацію ще чотири установки первинної переробки нафти. А саме: у 2006 році розпочато будівництво другого етапу заводу. У 2008 році НПЗ переробив 380 тис. тонн нафти. Після завершення будівництва третьої лінії по переробці нафти в червні 2009 року потужності по переробці становили 750 000 тонн нафти в рік. Згідно з даними звіту акціонерів КНГК-ІНПЗ за 2018 рік, завод переробив 2 551 000 тонн нафти. Нафта, що переробляється на заводі, добувається в Росії, Казахстані, Азербайджані та інших країнах. Крім мазуту та бітуму, завод випускає також легку та важку нафтову фракцію, газойль та керосин. Продукція КНГК-ІНПЗ експортується в країни Європи, Азії, Африки та Америки. Завод є одним з найбільших роботодавців у Краснодарському краї та має значний вплив на економіку регіону.

## Виробничі потужності
Промислово-технічні потужності заводу включають п'ять технологічних установок переробки нафти загальною потужністю 3 млн тонн нафти на рік, а також об'єкти загальнозаводського господарства:
- установка первинної переробки нафти АТ-1, потужністю до 120 тис. тонн на рік (запущена у 2001 році)
- установка первинної переробки нафти АТ-2, потужністю до 300 тис. тонн на рік (запущена у 2005 році)
- установка первинної переробки нафти АТ-3, потужністю до 300 тис. тонн на рік (запущена у 2009 році)
- установка первинної переробки нафти АТ-4 з потужністю до 300 тис. тонн на рік (запущена у 2010 році)
- установка первинної переробки нафти АТ-5 з потужністю 1800 тис. тонн на рік (запущена у 2013 році[4])
- установка первинної переробки нафти АТ-6 з потужністю 3600 тис. тонн на рік (запущена у 2021 році[5])
- резервуарний парк для зберігання нафти та нафтопродуктів об'ємом 87 тис. кубічних метрів (був будований поетапно у 2006—2010 роках)
- приймально-розвантажувальний пункт для нафти та залізнична станція для розвантаження нафти та наливу світлих нафтопродуктів (були будовані поетапно у 2002—2010 роках)
- пункт наливу нафтопродуктів в автоцистерни
- дві дизель-електростанції
- котельна потужністю 5 тонн пара на годину
- сучасні високоефективні очисні споруди для промислових та дощових стічних вод[6]
- азотне та лужне господарства
- інші допоміжні об'єкти для загального підприємства.

## Вплив на екологію
На заводі використовують очисні споруди промислових стоків з продуктивністю близько однієї тисячі кубометрів води на добу. Комплексний моніторинг якості повітря проводиться в межах санітарно-захисної зони за допомогою власної лабораторії та сторонніх акредитованих організацій. На підприємстві використовуються сучасні факельні системи закритого типу — технологія з охороною природи, яка забезпечує високий рівень без шкідливості стоків без негативного впливу на навколишнє середовище.

## Програма модернізації
Технічна модернізація Ільського НПЗ імені А. А. Шамара здійснюється в рамках інвестиційної угоди між керівництвом ТОВ «КНГК-ІНПЗ» та адміністрацією Краснодарського краю, яка була підписана на Російському інвестиційному форумі в Сочі 16 лютого 2018 року. Проєкт модернізації пройшов державну експертизу та екологічну експертизу. Він передбачає введення в експлуатацію нового обладнання, запуск установки первинної переробки нафти ЕЛОУ АТ-6 та комплексу з виробництва автобензинів та ароматичних вуглеводнів (КВААВ).

## Нагороди
- 2014 рік — Диплом адміністрації Краснодарського краю «Лідер економіки Кубані»
- 2015 рік — Диплом переможця краєвого конкурсу «Лідер економіки Кубані» в номінації «Лідер високої соціальної ефективності»
- 2015 рік — Диплом лауреата краєвого конкурсу «Лідер економіки Кубані» серед підприємств галузі паливно-енергетичного комплексу Краснодарського краю
- 2019 рік — медаль Голови Ради директорів А. А. Шамара «За видатний внесок у розвиток Кубані»1 ступеня
- 2020 рік — медаль Голови Ради директорів А. А. Шамара «Герой праці Кубані»

## Російське вторгнення в Україну
4 травня 2023 року був атакований чотирма дронами, три з яких влучили. Пожежа поширилась на 400 м². Для ліквідації наслідків було залучено співробітників МНС у кількості 4 осіб та 16 одиниць техніки. Щоб оперативніше впоратися із загорянням угрупування сил було збільшено до 167 осіб та 37 одиниць техніки. О 5.27 пожежу ліквідували. В результаті один резервуар було зруйновано та ще один пошкодженої. Об'єм пошкоджених резервуарів — 5000 м3.
5 травня 2023 о 8.30 ранку був нанесений ще один удар за допомогою БПЛА. Була пошкоджена одна з установок. Площа загоряння становила 60 кв. м. Пожежу було ліквідовано о 9.00.
9 лютого 2024 року безпілотники СБУ атакували Ільський та Афіпський нафтопереробні заводи, що знаходяться за 20 км один від одного, це спровокувало маштабну пожежу.